# لوکا پیزول
لوکا پیزول (انگلیسی: Luca Pizzul؛ زادهٔ ۳۱ مارس ۱۹۹۹) بازیکن فوتبال اهل ایتالیا است.